# Lijst van internationale dierenwelzijnsverdragen
Dit is een lijst van internationale dierenwelzijnsverdragen, ook wel conventies of overeenkomsten genoemd.

## Algemene verdragen
- Biodiversiteitsverdrag (Engels: Convention on Biological Diversity (CBD), Biodiversity Convention, Rio Convention)
- Overeenkomst voor het Werelderfgoed of Werelderfgoedverdrag van UNESCO (Engels: Convention concerning the Protection of the World's Cultural and Natural Heritage, World Cultural and Natural Heritage Convention of World Heritage Convention)
- Conventie van Ramsar of Verdrag/Overeenkomst van Ramsar, voluit Overeenkomst inzake watergebieden van internationale betekenis, in het bijzonder als verblijfplaats voor watervogels (Engels: Ramsar Convention on Wetlands of International Importance Especially as Waterfowl Habitat, Ramsar Convention, Convention on Wetlands)
- Convention on the Conservation of Migratory Species of Wild Animals (Convention on Migratory Species (CMS), Bonn Convention)
- Overeenkomst inzake de internationale handel in bedreigde in het wild levende dier- en plantensoorten"[1] (Engels: Convention on International Trade in Endangered Species of Wild Fauna and Flora (CITES), Washington Convention)

## Gespecialiseerde verdragen
- Conventie van Bern (1979) (Engels: Berne Convention on the Conservation of European Wildlife and Natural Habitats, Bern/Berne Convention)
- Internationaal Verdrag tot bescherming van vogels (Engels: International Convention for the Protection of Birds; Frans: Convention internationale sur la protection des oiseaux; vervangt het Verdrag tot bescherming van de voor de landbouw nuttige vogels (Parijs 1902), Engels International Convention for the protection of birds (that are) useful for agriculture, Frans Convention pour la protection des oiseaux utiles à l'agriculture)[2]
- Migratory Bird Treaty (Migratory Birds Convention – Canada en de Verenigde Staten)
- Verdrag inzake de instandhouding van de levende rijkdommen in de Antarctische wateren (Engels: Convention for the Conservation of Antarctic Marine Living Resources (CCAMLR), Canberra Convention)[3]
- African Convention on the Conservation of Nature and Natural Resources (Algiers Convention)
- Convention on the Protection of the Vicuña (vicuña) (1969 La Paz Convention, 1979 Lima Convention)
- Verdrag tot regeling van de walvisvangst (Engels: International Convention for the Regulation of Whaling (ICRW), vervangt de Geneefse Overeenkomst tot regeling van de walvisvangst (1931) en de Internationale Overeenkomst tot regeling van de walvisvangst (1937))[4]
  - Moratorium op de Walvisvaart (1982) en Verklaring van Florianópolis (2018) van de Internationale Walvisvaartcommissie
- International Agreement on the Preservation of Polar Bears and their Habitat (Agreement on the Conservation of Polar Bears, Oslo Agreement)
- Overeenkomst inzake de instandhouding van albatrossen en stormvogels (Engels: Agreement on the Conservation of Albatrosses and Petrels (ACAP), Hobart Agreement)[5]

## Raad van Europa
- Europese Overeenkomst inzake de bescherming van dieren tijdens internationaal vervoer (Engels: European Convention for the Protection of Animals during International Transport; origineel aangenomen in 1968, herziene versie aangenomen in 2003)[6][7]
- Europees Verdrag inzake de bescherming van gezelschapsdieren (Engels: European Convention for the Protection of Pet Animals, oftewel Pet Convention, "Huisdierverdrag")[8]
- Europees Verdrag inzake de bescherming van slachtdieren (Engels: European Convention for the Protection of Animals for Slaughter, oftewel Slaughter Convention, "Slachtverdrag")[9]
- Europese Overeenkomst inzake de bescherming van landbouwhuisdieren (Engels: European Convention for the Protection of Animals kept for Farming Purposes, oftewel Farm Animal Convention, "Veeverdrag")[10]
- Europese Overeenkomst voor de bescherming van gewervelde dieren die worden gebruikt voor experimentele en andere wetenschappelijke doeleinden (Engels: European Convention for the Protection of Vertebrate Animals Used for Experimental and Other Scientific Purposes)[11]